# Les vacances de Mara
Les vacances de Mara és una pel·lícula espanyola del 2023 escrita i dirigida per Elena Escura, en el que ha estat el seu debut com a directora de llargmetratges. Ha estat rodada en valencià.

## Argument
Mara decideix visitar sobtadament la seva amiga Vera, a la que fa temps que no veu. Després de passar el dia plegades, Vera marxa de vacances de Pasqua. Nogensmenys, Mara torna i es queda a la casa de la Vera sense que aquesta ho sàpiga, en un intent d'escapar de la seva pròpia vida que no li agrada.

## Repartiment
- Lorena López - Mara
- Mireia Pérez - Vera
- Ramón Ródenas -	Daniel
- Toni Agustí -Alberto
- Joan Manuel Gurillo - Caixer
- Guille Zavala	Cambrer

## Producció
Fou rodada en tres setmanes a la Serra d'Irta, al nord de Castelló, i està inspirada en la pel·lícula de Cesc Gay Ficció, estrenada el 2006. Es va projectar com a pel·lícula de clausura a la XXXVIII edició de la Mostra de València

## Recepció
Va guanyar el Premi a la Millor Pel·lícula al 15è Festival de l'Audiovisual Català Som Cinema.